# Савченкова, Мария Владимировна
Мария Владимировна Савченкова (5 сентября 1917, Новочеркасск, Область Войска Донского, Российская империя — 22 марта 2017, Москва, Российская Федерация) — советский и российский художник-живописец. Член СХ СССР, СХ РСФСР и МОСХ (1946). Заслуженный художник РСФСР (1970). Народный художник Российской Федерации (2002).

## Биография
С 1936 по 1937 годы обучалась в Художественной студии при Всесоюзном центральном совете профессиональных союзов, её учителями по студии были — М. С. Родионов и К. Ф. Юон. С 1937 по 1945 годы М. В. Савченкова обучалась в Московском художественном институте имени В. И. Сурикова, её учителями по институту были — В. В. Почиталов, Д. К. Мочальский и Г. М. Шегаль. Дипломной работой М. В. Савченковой была картина — «Немца поймали», руководителями её дипломной работы были — профессор Н. Х. Максимов и С. В. Герасимов.
С 1947 года являлась постоянным участником — московских, республиканских и всесоюзных художественных выставок. М. В. Савченкова вместе со своим мужем В. К. Нечитайло была членом — объединения «12 московских живописцев», в 1978 и в 1982 году в рамках этого объединения, в выставочном зале Московского объединения союза художников были проведены их персональные выставки, имевшие огромный успех. М. В. Савченкова выставляла такие картины как: «Катя» (1965), «В Ауле» (1968), «Колхозница» и «Машенька» (1969), «Тёплая осень» и «Материнство. Этюд к картине» (1970), «Горячий ключ», «Дворик в Молдавановке», «Бессонные ночи», «Улочка в Созополе» и «Болгарский дворик» (1971), «На красной подушке» и «Нина» (1972), «9 мая на Кубани» и «Хуторские девчата» (1975), «Таня и Саша» и «Полдень в бригаде» (1977), «Весна», «Две матери» и «Завтрак» (1978).
Основная тема работ М. В. Савченковой это материнство, крестьянский быт и семья, как в таких работах как: «Семья тракториста», «Ниночка», «Зимние сумерки», «Партизанская мать», «Полдень»,, «Счастье матери», «Семья», «Настя и первенец», «Мать и дитя». С 1990 года М. В. Савченкова начала проводить персональные выставки. Работы М. В. Савченковой находятся в Сальском музее имени В. К. Нечитайло, а также в художественных музеях и галереях — Ростова на Дону, Новочеркасска и Краснодара.
В 1946 году была избрана членом Союза художников СССР, Союза художников РСФСР и Московского союза художников.
В 1970 году ей было присвоено почётное звание — Заслуженный художник РСФСР, в 2002 году — Народный художник Российской Федерации.

### Семья
- муж — народный художник РСФСР Василий Кириллович Нечитайло (1915—1980)[4].
- дочь — советский и российский художник К. В. Нечитайло (1942—2019)

## Награды  и звания
- Народный художник Российской Федерации (2002)
- Заслуженный художник РСФСР (1970)